# Palaina kubaryi
Palaina kubaryi је пуж из реда Architaenioglossa и фамилије Diplommatinidae. 

## Угроженост
Подаци о распрострањености ове врсте су недовољни.

## Распрострањење
Микронезија је једино познато природно станиште врсте.

## Станиште
Врста Palaina kubaryi има станиште на копну.